# Michael’s Pub
Michael’s Pub war ein New Yorker Restaurant und eine Spielstätte für Jazzmusik, die von den 1970er-Jahren bis in die 1990er-Jahre bestand und vor allem durch die langjährigen Auftritte von Woody Allen als Jazzklarinettist bekannt wurde.

## Geschichte
Das Restaurant mit Bar befand sich in Midtown Manhattan (211 East 55th Street) in dem 1959 errichteten Gebäude The Hawthorne (gegenwärtig ein Apartmentkomplex); Geschäftsführer war Gilbert Wiest. Dort spielte ab 1972 Woody Allen mit seinem Septett. Ferner gastierten dort ab den 1970er-Jahren Jazzmusiker wie Red Norvo, Terry Gibbs und Teo Macero, Pianisten wie Mike Longo, Stan Freeman, Barbara Carroll, Hank Jones, Red Norvo, Joe Bushkin, Earl Hines und George Wein, ferner die Sängerinnen Barbara Cook, Marlene VerPlanck, und Joya Sherrill. Bassist Milt Hinton fungierte in den 1970ern als Hausmusiker und begleitete Solisten wie Teddy Wilson, Bobby Hackett und Joe Venuti.
In Michael's Pub entstanden Mitschnitte der Auftritte von Dave McKenna (Cookin' at Michael's Pub), Jonathan Schwartz (New Sun in the Sky (1979), mit Bernie Privin), Anita Ellis (Echoes, u. a. mit Urbie Green, Dick Hyman, Tony Mottola, Victor Feldman, George Duvivier, Bobby Rosengarden), Dick Hyman und Roger Kellaway (Live at Michael's Pub, 1981), Jackie Cain/Roy Kral (A Stephen Sondheim Collection, 1982), Mel Tormé (The Great American Songbook, 1992). 1996 zog der Club in das Hotel Parker Meridien, in dessen Räumlichkeiten Woody Allens New Orleans Funeral & Ragtime Orchestra weiterhin auftrat; später spielte er im Carlyle Hotel.